# Indische Cricket-Nationalmannschaft in den West Indies in der Saison 2023
Die Tour der indischen Cricket-Nationalmannschaft in die West Indies in der Saison 2023 fand vom 12. Juli bis zum 13. August 2023 statt. Die internationale Cricket-Tour war Bestandteil der Internationalen Cricket-Saison 2023 und umfasste zwei Tests, drei ODIs und fünf Twenty20s. Die Tests waren Bestandteil der ICC World Test Championship 2023–2025. Indien gewann die Test-Serie 1–0 und die ODI-Serie 2–1, während die West Indies die Twenty20-Serie mit 3–2 gewannen.

## Vorgeschichte
Die West Indies spielten zuvor eine Tour in den Vereinigten Arabischen Emiraten, für Indien war es die erste Tour der Saison. Das letzte Aufeinandertreffen der beiden Mannschaften bei einer Tour fand in der Saison 2022 in den West Indies statt.

## Stadien
Die folgenden Stadien wurde für die Tour als Austragungsorte vorgesehen und am 12. Juni 2023 bekanntgegeben.
| Stadt         | Land                | Stadion                       | Kapazität | Spiele         |
| ------------- | ------------------- | ----------------------------- | --------- | -------------- |
| Port of Spain | Trinidad und Tobago | Queen’s Park Oval             | 25.000    | 2. Test        |
| Roseau        | Dominica            | Windsor Park (Dominica)       | 12.000    | 1. Test        |
| Bridgetown    | Barbados            | Kensington Oval               | 11.000    | 1. & 2. ODI    |
| Tarouba       | Trinidad und Tobago | Brian Lara Stadium            | 15.000    | 3. ODI; 1. T20 |
| Georgetown    | Guyana              | Providence Stadium            | 20.000    | 2. & 3. T20    |
| Lauderhill    | USA                 | Central Broward Regional Park | 20.000    | 4. & 5. T20    |

## Kaderlisten
Indien benannte seinen Test- und ODI-Kader am 23. Juni und seinen Twenty20-Kader am 5. Juli 2023.
Die West Indies benannten ihren Test-Kader am 8. Juli 2023.
| Test | Test | ODI | ODI | Twenty20 | Twenty20 |
| West Indies | Indien | West Indies | Indien | West Indies | Indien |
| --- | --- | --- | --- | --- | --- |
| - Kraigg Brathwaite (K) - Jermaine Blackwood (VK) - Alick Athanaze - Tagenarine Chanderpaul - Rahkeem Cornwall - Joshua Da Silva (wk) - Shannon Gabriel - Jason Holder - Alzarri Joseph - Kirk McKenzie - Raymon Reifer - Kemar Roach - Kevin Sinclair - Jomel Warrican | - Rohit Sharma (K) - Ajinkya Rahane (VK) - Ravichandran Ashwin - KS Bharat (wk) - Ruturaj Gaikwad - Shubman Gill - Ravindra Jadeja - Yashasvi Jaiswal - Ishan Kishan (wk) - Virat Kohli - Mukesh Kumar - Axar Patel - Navdeep Saini - Mohammed Siraj - Shardul Thakur - Jaydev Unadkat | - Shai Hope (K, wk) - Rovman Powell (K) - Alick Athanaze - Yannic Cariah - Keacy Carty - Dominic Drakes - Shimron Hetmyer - Alzarri Joseph - Brandon King - Kyle Mayers - Gudakesh Motie - Jayden Seales - Romario Shepherd - Kevin Sinclair - Oshane Thomas | - Rohit Sharma (K) - Hardik Pandya (VK) - Yuzvendra Chahal - Ruturaj Gaikwad - Shubman Gill - Ravindra Jadeja - Ishan Kishan (wk) - Virat Kohli - Mukesh Kumar - Axar Patel - Sanju Samson (wk) - Mohammed Siraj - Shardul Thakur - Umran Malik - Jaydev Unadkat - Kuldeep Yadav - Suryakumar Yadav | - Rovman Powell (K) - Kyle Mayers (VK) - Johnson Charles (wk) - Roston Chase - Shimron Hetmyer - Jason Holder - Shai Hope (wk) - Akeal Hosein - Alzarri Joseph - Brandon King - Obed McCoy - Nicholas Pooran (wk) - Romario Shepherd - Odean Smith - Oshane Thomas | - Hardik Pandya (K) - Suryakumar Yadav (VK) - Ravi Bishnoi - Yuzvendra Chahal - Shubman Gill - Yashasvi Jaiswal - Avesh Khan - Ishan Kishan (wk) - Mukesh Kumar - Axar Patel - Sanju Samson (wk) - Arshdeep Singh - Umran Malik - Tilak Varma - Kuldeep Yadav |

## Tests

### Erster Test in Roseau
| 12. – 16. Juli Scorecard | Roseau | West Indies 150 (64.3) & 130 (50.3)           | – | Indien 421-5d (152.2) |
|                          |        | Indien gewinnt mit einem Innings und 141 Runs |   |                       |

Die West Indies gewannen den Münzwurf und entschied sich als Schlagmannschaft zu beginnen. Für sie bildeten die Eröffnungs-Batter Kraigg Brathwaite und Tagenarine Chanderpaul eine erste Partnerschaft. Chanderpaul schied nach 12 Runs aus und Brathwaite nach 20. Daraufhin formten Jermaine Blackwood und Alick Athanaze eine Partnerschaft. Blackwood schied nach 14 Runs aus und an der Seite von Athanaze erreichte Jason Holder 18 Runs. Als Rahkeem Cornwall ins Spiel kam, verlor Athanaze nach 47 Runs sein Wicket. Cornwall beendete danach das Innings ungeschlagen nach 19* Runs und erhöhte so das Ergebnis auf 150 Runs. Beste indische Bowler waren Ravichandran Ashwin mit 5 Wickets für 60 Runs und Ravindra Jadeja mit 3 Wickets für 26 Runs. Für Indien begannen Yashasvi Jaiswal und Rohit Sharma als Eröffnungs-Batter und wurden mit einer Regenunterbrechung konfrontiert. Sie beendeten dann den Tag beim Stand von 80/0. Am zweiten Tag verlor Sharma sein Wicket nach einem Century über 103 Runs us 221 Bällen. An der Seite von Jaiswal folgte dann Virat Kohli und der Tag endete beim Stand von 312/2. Am dritten Tag schied Jaiswal nach einem Century über 171 Runs aus 387 Bällen aus und ihm folgte Ravindra Jadeja. Nach einem Fifty über 76 Runs verlor Kohli sein Wicket und Indien deklarierte das Innings nach einem Vorsprung von 271 Runs. Jadeja hatte bis dahin 37* Runs erreicht. Für die West Indies erzielten fünf Spieler jeweils ein Wicket. Für die West Indies erzielte der dritte Schlagmann Raymon Reifer 11 Runs, bevor Alick Athanaze und Joshua Da Silva eine Partnerschaft bildeten. De Silva schied nach 13 Runs aus und wurde ersetzt durch Jason Holder. Athanaze verlor sein Wicket nach 28 Runs und an der Seite von Holder erreichte Alzarri Joseph 13 Runs, bevor Jomel Warrican nach 18 Runs das letzte Wicket des Innings verlor Holder hatte bis dahin 20* Runs erzielt, was jedoch nicht ausreichte Indien wieder an den Schlag zu bringen. Bester indischer Bowler war Ravichandran Ashwin mit 7 Wickets für 71 Runs. Als Spieler des Spiels wurde Yashasvi Jaiswal ausgezeichnet.

### Zweiter Test in Port of Spain
| 20. – 24. Juli Scorecard | Port of Spain | Indien 438 (128) & 181-2d (24) | – | West Indies 255 (115.4) & 76-2 (32) |
|                          |               | Remis                          |   |                                     |

Die West Indies gewannen den Münzwurf und entschied sich als Feldmannschaft zu beginnen. Für Indien begannen die Eröffnungs-Batter Yashasvi Jaiswal und Rohit Sharma. Jaiswal schied nach einem Fifty über 57 Runs aus und nachdem der hineinkommende Shubman Gill 10 Runs erzielte, folgte ihm Virat Kohli. Sharma verlor sein Wicket nach einem Fifty über 80 Runs und nachdem Ravindra Jadeja ins Spiel kam, endete der Tag beim Stand von 288/4. Am zweiten Tag schied Kohli nach einem Century über 121 Runs aus 206 Runs aus. Für ihn kam Ishan Kishan aufs Feld und nachdem Jadeja nach einem Half-Century über 61 Runs sein Wicket verlor, folgte ihm Ravichandran Ashwin. Kishan erreichte 25 Runs und Ashwin verlor das letzte Wicket des Innings nach einem Fifty über 56 Runs.Beste west-indische Bowler waren Jomel Warrican mit 3 Wickets für 89 Runs und Kemar Roach mit 3 Wickets für 104 Runs. Für die West Indies begannen Kraigg Brathwaite und Tagenarine Chanderpaul. Chanderpaul schied nach 33 Runs aus und wurde gefolgt von Kirk McKenzie der zusammen mit Brathwaite den tag beim Stand von 86/1 beendete. Der dritte Tag wurde mehrfach durch Regenfälle unterbrochen. McKenzie erreichte 33 Runs und wurde gefolgt durch Jermaine Blackwood. Brathwaite gelang ein Fifty über 75 Runs, woraufhin Alick Athanaze aufs Feld kam. Blackwood schied nach 20 Runs aus und der hineinkommende Joshua Da Silva konnte 10 Runs erzielen. Daraufhin kam Jason holder ins Spiel und der Tag endete beim Stand von 229/5. Auch der vierte Tag wurde von Regenfällen begleitet. Athanaze erreichte 37 Runs und kurz darauf verlor auch Holder nach 15 Runs sein Wicket. Das Innings endete für die West Indies mit einem Rückstand von 183 Runs. Bester indischer Bowler war Mohammed Siraj mit 5 Wickets für 60 Runs. Das zweite Innings für Indien begannen Yashasvi Jaiswal und Rohit Sharma. Sharma erreichte dann ein Fifty über 57 Runs und Jaiswal schied bald darauf nach 38 Runs aus. Die folgende Partnerschaft bildete sich aus Shubman Gill und Ishan Kishan. Indien deklarierte dann das Innings, als sie den West Indies eine Vorgabe von 365 Runs stellte. Kishan hatte bis dahin ein Half-Century über 52* Runs erreicht und Gill 29* Runs. Die Wickets erzielten Shannon Gabriel und Jomel Warrican. Kraigg Brathwaite und Tagenarine Chanderpaul eröffneten das zweite Innings der West Indies. Brathwaite schied nach 28 Runs aus und nachdem Jermaine Blackwood hineinkam endete der Tag beim Stand von 76/2. Am fünften Tag war auf Grund von Regenfällen kein Spiel möglich und so endete der Test im Remis. Chanderpaul hatte dabei 24* Runs erzielt und Blackwood 20* Runs. Bester indischer Bowler war Ravichandran Ashwin mit 2 Wickets für 33 Runs. Als Spieler des Spiels wurde Mohammed Siraj ausgezeichnet.

## One-Day Internationals

### Erstes ODI in Bridgetown
| 27. Juli Scorecard | Bridgetown | West Indies 114 (23)         | – | Indien 118-5 (22.5) |
|                    |            | Indien gewinnt mit 5 Wickets |   |                     |

Indien gewann den Münzwurf und entschied sich als Feldmannschaft zu beginnen. Für die West Indies konnte Eröffnungs-Batter Brandon King mit dem dritten Schlagmann Alick Athanaze eine Partnerschaft. Athanaze schied nach 22 Runs aus und kurz darauf auch King nach 17 Runs. Daraufhin kam Shai Hope ins Spiel und an seiner Seite erreichte Shimron Hetmyer 11 Runs. An der Seite von Hope konnte sich dann kein weiterer Spieler etablieren und nachdem Hope nach 43 Runs ausschied, endete das Innings nach 23 Overn mit einer Vorgabe über 115 Runs. Beste indische Bowler waren Kuldeep Yadav mit 4 Wickets für 6 Runs und Ravindra Jadeja mit 3 Wickets mit 37 Runs. Für Indien bildete Eröffnungs-Batter Ishan Kishan mit dem dritten Schlagmann Suryakumar Yadav eine Partnerschaft. Yadav verlor nach 19 Runs sein Wicket und nachdem Ravindra Jadeja ins Spiel kam, schied Kishan nach einem Fifty über 52 Runs aus. Jadeja konnte dann zusammen mit Rohit Sharma die Vorgabe einholen. Jadeja erzielte dabei 16* und Sharma 12* Runs. Bester west-indischer Bowler war Gudakesh Motie mit 2 Wickets für 26 Runs. Als Spieler des Spiels wurde Kuldeep Yadav ausgezeichnet.

### Zweites ODI in Bridgetown
| 29. Juli Scorecard | Bridgetown | Indien 181 (40.5)                 | – | West Indies 182-4 (36.4) |
|                    |            | West Indies gewintt mit 6 Wickets |   |                          |

Die West Indies gewannen den Münzwurf und entschied sich als Feldmannschaft zu beginnen. Für Indien formten die Eröffnungs-Batter Ishan Kishan und Shubman Gill eine Partnerschaft. Gill schied nach 34 Runs aus und Kishan kurz darauf nach einem Fifty über 55 Runs. Erst mit Suryakumar Yadav konnte sich dann ein weiterer Spieler etablieren und bildete mit Ravindra Jadeja eine Partnerschaft. Jadeja erreichte 10 und Yadav 24 Runs. Daraufhin konnte Shardul Thakur noch 16 Runs erreichen, bevor as Innings smit einer Vorgabe von 182 Runs endete. Beste west-indische Bowler waren Gudakesh Motie mit 3 Wickets für 36 Runs und Romario Shepherd mit 3 Wickets für 37 Runs. Für die West Indies bildeten die Eröffnungs-Batter Brandon King und Kyle Mayers die erste Partnerschaft. Nachdem Mayers 36 Runs erreicht hatte, verlor auch King nach 15 Runs sein Wicket. Daraufhin gelang es Shai Hope zusammen mit Keacy Carty die Vorgabe einzuholen. Hope erreichte dabei ein Fifty über 63* Runs, Carty 48* Runs. Bester indischer Bowler war Shardul Thakur mit 3 Wickets für 42 Runs. Als Spieler des Spiels wurde Shai Hope ausgezeichnet.

### Drittes ODI in Tarouba
| 1. August Scorecard | Tarouba | Indien 351-5 (50)           | – | West Indies 151 (35.3) |
|                     |         | Indien gewinnt mit 200 Runs |   |                        |

Die West Indies gewannen den Münzwurf und entschied sich als Feldmannschaft zu beginnen. Für Indien bildeten die Eröffnungs-Batter Ishan Kishan und Shubman Gill eine Partnerschaft. Kishan schied nach einem Fifty über 77 Runs aus, woraufhin Sanju Samson ins Spiel kam, der 51 Runs erreichte. Ihm folgte Hardik Pandya und nachdem Gill nach einem Half-Century über 85 Runs ausschied, kam Suryakumar Yadav aufs Feld. Yadav erreichte 35 Runs und Pandya beendete das Innings ungeschlagen mit einem Fifty über 70* Runs. Bester west-indischer Bowler war Romario Shepherd mit 2 Wickets für 73 Runs. Nachdem die West Indies früh ihre Eröffnungs-Batter verloren etablierte sich Alick Athanaze. als Yannic Cariah ins Spiel kam, schied Athanaze nach 32 Runs aus. Daraufhin folgte Alzarri Joseph und Cariah erreichte 19 Runs. Joseph bildete dann eine Partnerschaft mit Gudakesh Motie, bevor er sein Wicket nach 26 Runs verlor. Motie erreichte, bis das letzte Wicket fiel, 39* Runs, was jedoch nicht ausreichte, um die Vorgabe zu gefährden. Beste indische Bowler waren Shardul Thakur mit 4 Wickets für 37 Runs und Mukesh Kumar mit 3 Wickets für 30 Runs. Als Spieler des Spiels wurde Shubman Gill
ausgezeichnet.

## Twenty20 Internationals

### Erstes Twenty20 in Tarouba
| 3. August Scorecard | Tarouba | West Indies 149-6 (20)         | – | Indien 145-9 (20) |
|                     |         | West Indies gewinnt mit 4 Runs |   |                   |

Die West Indies gewannen den Münzwurf und entschieden sich als Schlagmannschaft zu beginnen. Für sie erzielte Eröffnungs-Batter Brandon King 28 Runs, bevor Nicholas Pooran und Rovman Powell eine Partnerschaft formten. Pooran schied nach 41 Runs aus und der hineinkommende Shimron Hetmyer erreichte 10 Runs. Rowell verlor sein Wicket dann nach 48 Runs und konnte so die Vorgabe auf 150 Runs erhöhen. Beste indische Bowler waren Yuzvendra Chahal mit 2 Wickets für 24 Runs und Arshdeep Singh mit 2 Wickets für 31 Runs. Indien verlor früh seine Eröffnungs-Batter, bevor Suryakumar Yadav und Tilak Varma eine Partnerschaft formten. Yadav erzielte 21 Runs und Varma verlor sein Wicket nach 39 Runs. Daraufhin folgte die eine Partnerschaft zwischen Hardik Pandya und Sanju Samson. Pandya erreichte 19 Runs und Samson 12 Runs. Daraufhin konnte Axar Patel 13 Runs erreichen und Arshdeep Singh 12 Runs, was jedoch nicht ausreichte, um die Vorgabe einzuholen. Beste Bowler der West Indies mit jeweils zwei Wickets waren Jason Holder für 19, Obed McCoy für 28 und Romario Shepherd für 33 Runs. Als Spieler des Spiels wurde Jason Holder ausgezeichnet.

### Zweites Twenty20 in Georgetown
| 6. August Scorecard | Georgetown | Indien 152-7 (20)                 | – | West Indies 155-8 (18.5) |
|                     |            | West Indies gewinnt mit 2 Wickets |   |                          |

Indien gewann den Münzwurf und entschied sich als Schlagmannschaft zu beginnen. Für sie bildete Eröffnungs-Batter Ishan Kishan mit dem vierten Schlagmann Tilak Varma eine Partnerschaft. Kishan schied nach 27 Runs aus und wurde gefolgt durch Hardik Pandya. Varma erreichte ein Fifty über 51 Runs, woraufhin Axar Patel aufs Feld kam. Pandya erzielte dann 24 Runs und Patel verlor sein Wicket nach 14 Runs. Beste west-indische Bowler waren mit jeweils zwei Wickets waren Alzarri Joseph und Romario Shepherd für 28 Runs und Akeal Hosein für 29 Runs. Für die west Indies formte Eröffnungs-Batter Kyle Mayers mit dem vierten Schlagmann Nicholas Pooran eine Partnerschaft. Mayers schied nach 15 Runs aus und nachdem Rovman Powell nach 21 Runs sein Wicket verlor, folgte ihm Shimron Hetmyer. Pooran erzielte dann ein Fifty über 67 Runs und nachdem Hetmyer nach 22 Runs ausschied, konnten Akeal Hosein (16* Runs) und Alzarri Joseph (10* Runs) die Vorgabe einholen. Bester indischer Bowler war Hardik Pandya mit 3 Wickets für 35 Runs. Als Spieler des Spiels wurde Nicholas Pooran ausgezeichnet.

### Drittes Twenty20 in Georgetown
| 8. August Scorecard | Georgetown | West Indies 159-5 (20)       | – | Indien 164-3 (17.5) |
|                     |            | Indien gewinnt mit 7 Wickets |   |                     |

Die West Indies gewannen den Münzwurf und entschieden sich als Schlagmannschaft zu beginnen. Als Spieler des Spiels wurde Suryakumar Yadav ausgezeichnet.

### Viertes Twenty20 in Lauderhill
| 12. August Scorecard | Lauderhill | West Indies 178-8 (20)       | – | Indien 179-1 (17) |
|                      |            | Indien gewinnt mit 9 Wickets |   |                   |

Die West Indies gewannen den Münzwurf und entschieden sich als Schlagmannschaft zu beginnen. Als Spieler des Spiels wurde Yashasvi Jaiswal ausgezeichnet.

### Fünftes Twenty20 in Lauderhill
| 13. August Scorecard | Lauderhill | Indien 165-9 (20)                 | – | West Indies 171-2 (18) |
|                      |            | West Indies gewinnt mit 8 Wickets |   |                        |

Indien gewann den Münzwurf und entschied sich als Schlagmannschaft zu beginnen. Als Spieler des Spiels wurde Romario Shepherd ausgezeichnet.

## Auszeichnungen

### Player of the Series
Als Player of the Series wurden der folgende Spieler ausgezeichnet.
| Serie    | Player of the Series |
| -------- | -------------------- |
| Test     | –                    |
| ODI      | Ishan Kishan         |
| Twenty20 | Nicholas Pooran      |

### Player of the Match
Als Player of the Match wurden die folgenden Spieler ausgezeichnet.
| Spiel       | Player of the Match |
| ----------- | ------------------- |
| 1. Test     | Yashasvi Jaiswal    |
| 2. Test     | Mohammed Siraj      |
| 1. ODI      | Kuldeep Yadav       |
| 2. ODI      | Shai Hope           |
| 3. ODI      | Shubman Gill        |
| 1. Twenty20 | Jason Holder        |
| 2. Twenty20 | Nicholas Pooran     |
| 3. Twenty20 | Suryakumar Yadav    |
| 4. Twenty20 | Yashasvi Jaiswal    |
| 5. Twenty20 | Romario Shepherd    |